# コンドル作戦
コンドル作戦(コンドルさくせん、Operation Condor)は、冷戦時代に南米の親米反共独裁政権が組織的に行った暗殺や虐殺などのテロリズム活動である。特に1975年に正式に始まって1989年まで続いた共同作戦を指す。アメリカ合衆国政府とCIAは様々な支援を作戦に行った。

## 概要

緑色：主な参加国、薄緑色：散発的参加国、青色：協力国

この作戦の目的は共産主義・社会主義とソビエト連邦の影響力をラテンアメリカから根絶することであった。
チリのアウグスト・ピノチェト大統領の60歳の誕生日だった1975年11月25日に国家情報局のマヌエル・コントレラス長官は南米の反共諸国の治安当局者を招いてコンドル計画を開始した。
コンドル作戦の主なメンバーはチリ、アルゼンチン、ウルグアイ、パラグアイ、ボリビア、ブラジルであり、後にペルー、エクアドルの軍事政権も参加した。CIAだけでなく、イギリス、フランス、西ドイツの情報機関や、米国のニクソン政権およびフォード政権で国家安全保障問題担当大統領補佐官や国務長官を務めたヘンリー・キッシンジャーやCIA長官だったジョージ・H・W・ブッシュもコンドル作戦に関与したとされる。
秘密作戦のため、コンドル作戦関係死者の具体的数が議論されているが、5万人が殺され、3万人が失踪し、40万人が投獄されたともされる。